# Amphisbetia megalocarpa
Amphisbetia megalocarpa is een hydroïdpoliep uit de familie Sertulariidae. De poliep komt uit het geslacht Amphisbetia. Amphisbetia megalocarpa werd in 1885 voor het eerst wetenschappelijk beschreven door Allman. 